# Rajongemeinde Šakiai
Die Rajongemeinde Šakiai (Šakių rajono savivaldybė) ist eine zum  Bezirk Marijampolė gehörende  Rajongemeinde mit dem Zentrum Šakiai in Litauen.
Die Gemeinde liegt an der Grenze zu Russland (Oblast Kaliningrad), rund 65 km westlich von Kaunas.

## Orte
Die Rajongemeinde umfasst drei Städte (jeweils mit deren Einwohnerzahl):
- Šakiai – 6795
- Gelgaudiškis – 2029
- Kudirkos Naumiestis – 1997

dazu die Städtchen (miesteliai) Barzdai, Griškabūdis, Kriūkai, Lekėčiai, Lukšiai, Sintautai, Žemoji Panemunė und Žvirgždaičiai, sowie 533 Dörfer.

## Amtsbezirke

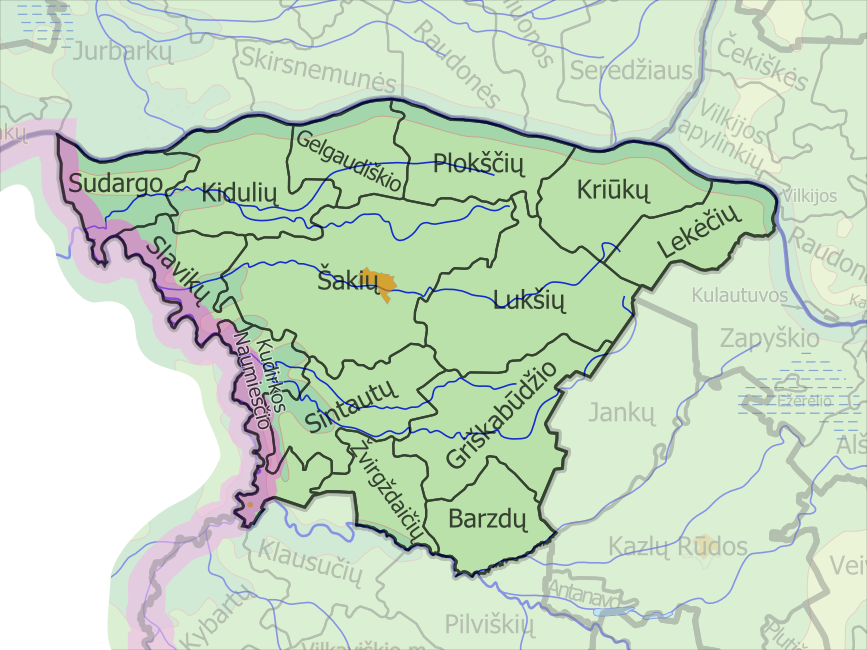
Amtsbezirke der Rajongemeinde

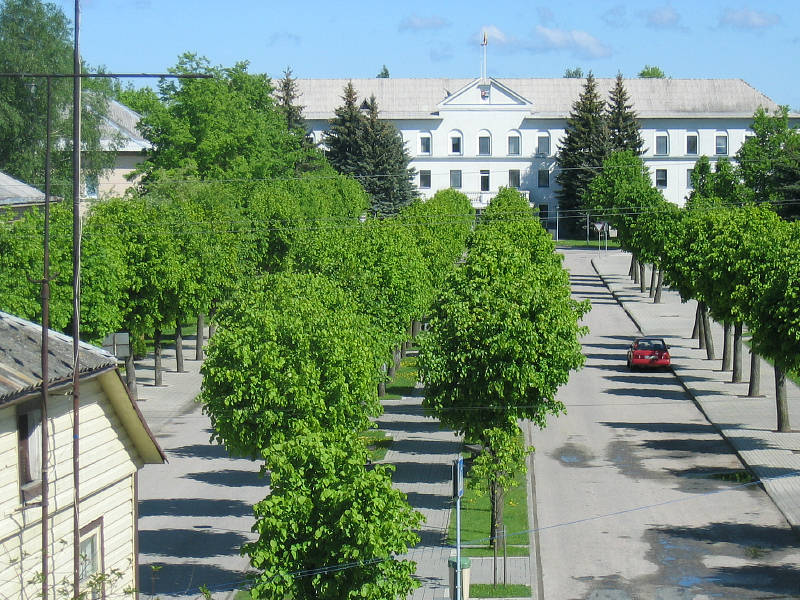
Šakiai: Blick auf die Stadtverwaltung

- Barzdai
- Gelgaudiškis
- Griškabūdis
- Kiduliai
- Kriūkai
- Kudirkos Naumiestis
- Lekėčiai
- Lukšiai
- Plokščiai
- Sintautai
- Slavikai
- Sudargas
- Šakiai
- Žvirgždaičiai

## Bürgermeister
- 1995: Romaldas Petras Damušis (* 1950)
- 1997: Rimantas Vensas (* 1961)
- 2000: Juozas Puodžiukaitis
- 2003, 2007: Juozas Bertašius (1946–2021)
- 2017–2023: Edgaras Pilypaitis (* 1974), TS-LKD
- Seit 2023: Raimondas Januševičius (* 1973), LVŽS